# Jefferson in Paris
Jefferson in Paris is een Amerikaans-Franse dramafilm uit 1995 onder regie van James Ivory.

## Verhaal
Thomas Jefferson is ambassadeur in Versailles aan de vooravond van de Franse Revolutie. Hij wordt verliefd op een mooie, wereldse vrouw, maar hij heeft ook gevoelens voor een slavin. Jefferson staat voor een verscheurende keus.

## Rolverdeling
| Acteur                     | Personage                            |
| -------------------------- | ------------------------------------ |
| Nick Nolte                 | Thomas Jefferson                     |
| Gwyneth Paltrow            | Patsy Jefferson                      |
| Estelle Eonnet             | Polly Jefferson                      |
| Thandie Newton             | Sally Hemings                        |
| Seth Gilliam               | James Hemings                        |
| Todd Boyce                 | William Short                        |
| Nigel Whitmey              | John Trumbull                        |
| Nicolas Silberg            | Mijnheer Petit                       |
| Catherine Samie            | Kokkin                               |
| Lionel Robert              | Kokshulp                             |
| Stanislas Carré de Malberg | Chirurg                              |
| Jean Rupert                | Chirurg                              |
| Yves Petit                 | Kleermaker                           |
| Paolo Mantini              | Kapper                               |
| Frédéric van den Driessche | Verminkte officier                   |
| Jean-Pierre Aumont         | Pierre-François Hugues d'Hancarville |
| Vincent Cassel             | Camille Desmoulins                   |